# Маријано Рахој
Маријано Рахој Бреј (шп. Mariano Rajoy Brey; Сантијаго де Компостела, 27. март 1955) је бивши председник шпанске Народна партије (Partido Popular - PP) и бивши председник владе Шпаније од 21. децембра 2011. до 1. јуна 2018. године. За време владе премијера Азнара, био је министар јавне управе од 1996. до 1999. године, министар образовања од 1999. до 2000. године и заменик премијера од 2000. до 2003. године. Као председник странке предводио је Народну партију на изборима 2004. године, на којима је победила опозициона Социјалистичка партија. Од 2004. до 2011. године био је вођа опозиције.